# 광고 대전략
《광고 대전략》(영어: Nothing in Common)은 미국에서 제작된 게리 마셜 감독의 1986년 코미디 드라마 영화이다. 톰 행크스, 재키 글리슨 등이 출연하였고, 알렉산드라 로즈 등이 제작에 참여하였다.

## 출연
- 톰 행크스
- 재키 글리슨
- 이바 마리 세인트
- 헥터 엘리존도
- 배리 코빈
- 실라 워드
- 베스 암스트롱

## 기타 제작진
- 협력 제작: 닉 애브도
- 배역: 제인 올더먼, 셸리 앤드레이어스
- 미술: 찰스 로즌
- 의상: 로재나 노턴